# Sowiecka Formuła Easter Sezon 1989
1989 – trzynasty sezon Sowieckiej Formuły Easter. Składał się z trzech eliminacji. Mistrzem został Mart Kongo (Estonia 21.10).

## Kalendarz wyścigów
| Runda | Data           | Tor     | Pole position | Najszybsze okrążenie | Zwycięzca (kierowcy) | Zwycięzca (zespoły) |
| ----- | -------------- | ------- | ------------- | -------------------- | -------------------- | ------------------- |
| 1     | 23 kwietnia    | Kijów   | ?             | ?                    | Toivo Asmer          | DOSAAF Tallinn      |
| 2     | 11 czerwca     | Ryga    | ?             | Toivo Asmer          | Mart Kongo           | DOSAAF Tallinn      |
| 3     | 8 października | Rustawi | ?             | ?                    | Mart Kongo           | DOSAAF Tallinn      |

## Klasyfikacja kierowców
| Legenda oznaczeń w tabelach wyników Wyświetl szablon na nowej stronie | Legenda oznaczeń w tabelach wyników Wyświetl szablon na nowej stronie                                                                     |
| Oznaczenie                                                            | Wyjaśnienie |
| --------------------------------------------------------------------- | --- |
| Złoty                                                                 | Zwycięzca lub mistrzostwo |
| Srebrny                                                               | 2. miejsce lub wicemistrzostwo |
| Brązowy                                                               | 3. miejsce lub II wicemistrzostwo |
| Zielony                                                               | Ukończył, punktował (w klasyfikacji generalnej, gdy zdobył co najmniej jeden punkt na przestrzeni sezonu, poza trzema powyższymi opcjami) |
| Niebieski                                                             | Ukończył, nie punktował (w klasyfikacji generalnej, gdy nie zdobył co najmniej jednego punktu na przestrzeni sezonu)                      |
| Czerwony                                                              | Nie zakwalifikował się (NZ) |
| Czerwony                                                              | Nie prekwalifikował się (NPK) |
| Różowy                                                                | Nie ukończył (NU) |
| Różowy                                                                | Niesklasyfikowany (NS) (w klasyfikacji generalnej, gdy nie został sklasyfikowany w żadnym wyścigu sezonu)                                 |
| Czarny                                                                | Zdyskwalifikowany (DK) |
| Czarny                                                                | Wykluczony (WYK/EX) |
| Biały                                                                 | Nie wystartował (NW) |
| Biały                                                                 | Kontuzjowany (K/INJ) |
| Biały                                                                 | Wyścig odwołany (OD/C) |
| Bez koloru                                                            | Został wycofany (WYC/WD) |
| Bez koloru                                                            | Nie przybył (NP/DNA) |
| Bez koloru                                                            | Nie brał udziału w treningach (NT/DNP) |
| Bez koloru                                                            | Nie został zgłoszony (–) |
| Pogrubienie                                                           | Start z pole position |
| Kursywa                                                               | Najszybsze okrążenie wyścigu |
| †                                                                     | Nie ukończył, ale jego rezultat został zaliczony ze względu na przejechanie więcej niż 90% dystansu wyścigu.                              |
| *                                                                     | Sezon w trakcie |
| 1/2/3                                                                 | Punktowana pozycja w sprincie kwalifikacyjnym                                                                                             |
| Lista systemów punktacji Formuły 1                                    | |

| Poz. | Kierowca                | Zespół                 | CZJ | RGA | RST | Punkty |
| ---- | ----------------------- | ---------------------- | --- | --- | --- | ------ |
| 1    | Mart Kongo              | DOSAAF Tallinn         | 2   | 1   | 1   | 100    |
| 2    | Toivo Asmer             | DOSAAF Tallinn         | 1   | 2   | 2   | 96     |
| 3    | Edgard Lindgren         | DOSAAF Moskwa          | 4   | 3   | 3   | 86     |
| 4    | Andriej Krietow         | DOSAAF Moskwa          | 3   | NU  | 4   | 84     |
| 5    | Mindaugas Dainauskas    | DOSAAF Wilno           | 5   | 4   | 14  | 81     |
| 6    | Aleksiej Warawin        | DOSAAF Kijów           | 6   | 6   | 11  | 78     |
| 7    | Andriej Tanwiel         | DOSAAF Moskwa          | 8   | -   | 6   | 76     |
| 8    | Siergiej Odincow        | DOSAAF Moskwa          | 7   | 7   | 9   | 76     |
| 9    | Aleksandr Mirianaszwili | DOSAAF Tbilisi         | 10  | NU  | 5   | 75     |
| 10   | Władimir Andriejew      | DOSAAF Stawropol       | 22  | 9   | 7   | 74     |
| 11   | Igor Gorszkow           | DOSAAF Baku            | 20  | 8   | 8   | 74     |
| 12   | Jewgienij Gołubiew      | DOSAAF Togliatti       | 11  | 15  | 10  | 69     |
| 13   | Aleksandr Sieropow      | Sowieckaja Armia Kijów | 13  | 11  | -   | 66     |
| 14   | Dawid Ramiszwili        | DOSAAF Tbilisi         | 12  | 12  | -   | 66     |
| 15   | Andriej Rysiewiec       | DOSAAF Mińsk           | -   | 14  | 13  | 64     |
| 16   | Andriej Gusielnikow     | DOSAAF Togliatti       | 19  | NU  | 12  | 59     |
| 17   | Garegin Simonian        | DOSAAF Erywań          | 17  | NU  | 15  | 58     |
| 18   | Zurab Beżaszwili        | DOSAAF Tbilisi         | 16  | 16  | NU  | 58     |
| 19   | Aleksiej Leżniew        | Spartak Leningrad      | 18  | 17  | NU  | 55     |
| 20   | Boris Eylandt           | DOSAAF Tallinn         | -   | 5   | -   | 40     |
| 21   | Walerij Moraczewskij    | DOSAAF Czernihów       | 9   | NU  | -   | 36     |
| 22   | Andris Štāls            | DOSAAF Ryga            | -   | 10  | -   | 35     |
| 23   | Ziedonis Meiers         | DOSAAF Ryga            | -   | 13  | -   | 32     |
| 24   | Władimir Iwanow         | DOSAAF Moskwa          | 14  | -   | -   | 31     |
| 25   | Romualdas Nemciavičius  | DOSAAF Kowno           | 15  | NU  | NU  | 30     |
| 26   | Marek Kiisa             | DOSAAF Tallinn         | -   | 18  | -   | 27     |
| 27   | Toomas Kaljuste         | DOSAAF Tallinn         | 21  | NU  | -   | 24     |
| NS   | Mati Kivi               | Kalev Haapsalu         | NU  | -   | -   | 0      |
| NS   | Heino Karikosk          | DOSAAF Tallinn         | NU  | NU  | -   | 0      |
| NS   | Wiaczesław Liaszkiewicz | DOSAAF                 | NU  | -   | -   | 0      |
| NS   | Olieg Bezik             | DOSAAF Brześć          | -   | NU  | -   | 0      |